# Alpeno

Mapa de la zona de Grecia central donde se ubican algunas de las principales ciudades de la antigua Lócride. Alpeno se ubicaba en la parte oriental.

Alpeno o Alpono (en griego, Ἀλπηνὸν) es el nombre de una antigua ciudad griega de Lócride Epicnemidia.
Se ubicaba en una zona limítrofe con Mélide y se trataba de la primera población que pertenecía a los locrios. Heródoto la cita en su narración de la Batalla de las Termópilas. Alpeno era la población que los griegos pensaban emplear como fuente de aprovisionamiento de víveres para sus tropas. Era también el lugar donde acababa la senda Anopea, que fue la empleada por los persas para envolver al ejército griego comandado por Leónidas y conseguir por fin tomar el paso de las Termópilas.
Suele localizarse en una colina que parte de la ladera del monte Calídromo y llega hasta el río Esperqueo, cerca de donde desemboca.